# Opòssum d'orelles blanques dels Andes
L'opòssum d'orelles blanques dels Andes (Didelphis pernigra) és una espècie d'opòssum de Sud-amèrica. Viu a la serralada dels Andes, des de Veneçuela de Bolívia.
Aquesta espècie, juntament amb l'opòssum d'orelles blanques de la Guaiana (D. imperfecta), fou separada de l'opòssum d'Azara (D. albiventris) el 2002, havent estat inclosa amb aquesta espècie el 1993.